# Сузегана
Сузегана, Сузеґана (італ. Susegana, вен. Suxegana) — муніципалітет в Італії, у регіоні Венето, провінція Тревізо.
Сузегана розташована на відстані близько 440 км на північ від Рима, 50 км на північ від Венеції, 21 км на північ від Тревізо.
Населення — 11 951 особа (2014).
Щорічний фестиваль відбувається 24 травня. Покровитель — Maria Ausiliatrice.

## Демографія
Населення за роками:

Станом на 1 січня 2023 року в муніципалітеті офіційно проживали 1624 іноземці з 56 країн, серед них 246 громадян країн Євросоюзу та 61 громадянин України.

## Сусідні муніципалітети
- Конельяно
- Нервеза-делла-Батталья
- П'єве-ді-Соліго
- Рефронтоло
- Сан-П'єтро-ді-Фелетто
- Санта-Лучія-ді-П'яве
- Серналья-делла-Батталья
- Спрезіано